# پنجره مخفی
پنجره مخفی (به انگلیسی: Secret Window) یک فیلم تریلر روانشناسانه آمریکایی به نویسندگی و کارگردانی دیوید کپ و با بازی جانی دپ و جان تورتورو، محصول سال ۲۰۰۴ استودیو کلمبیا پیکچرز است که براساس رمانی از استیون کینگ با نام پنجره مخفی، باغ مخفی ساخته شده‌است.

## داستان
مورت رینی نویسنده موفق کتاب‌های جنایی، پس از آن‌که پی به خیانت همسرش می‌برد، از او جدا شده و به شهری دورافتاده می‌رود. روزی غریبه‌ای به نام جان شوتر به دیدن او می‌رود و ادعا می‌کند داستان او را که در سال ۱۹۹۷ نوشته، دزدیده و به نام خود منتشر کرده. مورت مدرکی دارد که او در سال ۱۹۹۴ برای اولین بار این کتاب را منتشر کرده‌است. جان شوتر زندگی مورت را به هم می‌ریزد، سگش را می‌کشد و او را تهدید می‌کند که مدرک خود را به او نشان دهد. تنها مدرک مورت نسخه‌ای از مجله‌ای است که برای اولین بار داستان او را چاپ کرده و این مجله نزد همسر سابقش است. مورت در راه به دست آوردن مجله با مشکلات فراوانی روبه‌رو می‌شود و خانه همسرش در آتش می‌سوزد.
چیزی که مورت را می‌ترساند این است که متوجه می‌شود ماجراهای داستانش کم‌کم به زندگی‌اش راه می‌یابد.